# بایوگایا
بایوگایا (انگلیسی: BioGaia) شرکت داروسازی سوئدی است، که در سال ۱۹۹۰ تأسیس شد.